# Asura dentiferoides
Asura dentiferoides är en fjärilsart som beskrevs av Rothschild 1916. Asura dentiferoides ingår i släktet Asura och familjen björnspinnare. Inga underarter finns listade i Catalogue of Life.